# Aoplus altercator
Aoplus altercator là một loài tò vò trong họ Ichneumonidae.